# Закладні деталі
Закладні деталі - металеві елементи (з круглої, смугової чи кутової сталі), що встановлюються (закладаються) в конструкції до бетонування для з'єднання  зварюванням збірних і збірно-монолітних залізобетонних конструкцій між собою і з іншими конструкціями будівель (споруд).
Зварювальні закладні деталі і вироби поділяють на два основних типи: відкриті і закриті закладні конструкції. 
Залежно від розташування анкерних стрижнів щодо плоского елемента розрізняють закладні деталі з перпендикулярним, похилим, паралельним або змішаним розташуванням анкерних стрижнів. Стрижні можуть бути з  різьбленням.